# Kabupaten de Tapanuli du Nord
Le Kabupaten de Tapanuli du Nord (en indonésien Tapanuli Utara) est un kabupaten situé dans la province Sumatra du Nord, en Indonésie. Sa capitale est Tarutung. En 2010, il couvrait une superficie de 3 764,65 kilomètres carrés et, selon le recensement de 2010, il comptait 278 897 habitants. L'estimation officielle de janvier 2014 est de 290 996 habitants.

## Administration
Ce kabupaten est divisé en quinze districts (kecamatan), présentés ci-dessous avec leur population lors du recensement de 2010 : 
| Nom             | Population Recensement 2010 |
| --------------- | --------------------------- |
| Parmonangan     | 13 021                      |
| Adian Koting    | 13 876                      |
| Sipoholon       | 22 365                      |
| Tarutung        | 39 500                      |
| Siatas Barita   | 13 063                      |
| Pahae Julu      | 11 740                      |
| Pahae Jae       | 10 569                      |
| Purbatua        | 7 164                       |
| Simangumban     | 7 300                       |
| Pangaribuan     | 26 751                      |
| Garoga          | 15 581                      |
| Sipahutar       | 24 536                      |
| Siborong-Borong | 44 170                      |
| Pagaran         | 16 539                      |
| Muara           | 13 182                      |